# Graffenrieda robusta
Espèce
Synonymes
- Calyptrella robusta Cogn.[1]

Statut de conservation UICN

 DD  : Données insuffisantes
Graffenrieda robusta est une espèce de plantes à fleurs du genre Graffenrieda de la famille des Melastomataceae endémique du Pérou.